# Viaduto Engenheiro Freyssinet
O Viaduto Engenheiro Freyssinet, conhecido popularmente como Viaduto da Paulo de Frontin, em referência à avenida que existe abaixo do elevado, é uma via expressa localizada na cidade do Rio de Janeiro. Possui 5,2 quilômetros de extensão e liga o emboque do Túnel Rebouças ao início da Linha Vermelha (Rio de Janeiro).
Seu nome é uma homenagem a Eugène Freyssinet, engenheiro francês que iniciou o desenvolvimento da tecnologia do concreto protendido.

## História

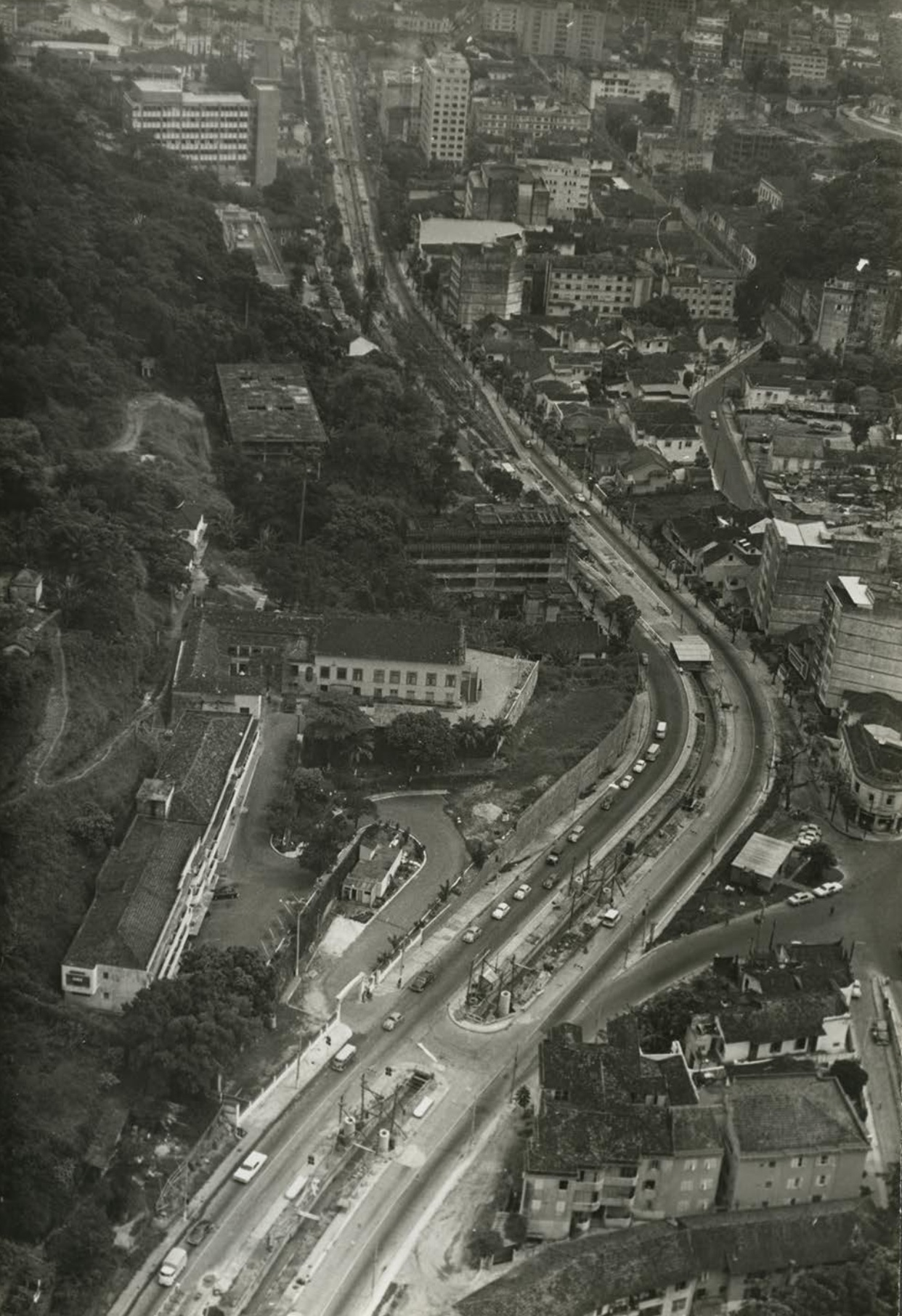
Início das obras, 1969.
Arquivo Nacional

Idealizado na década de 1960 como parte do Plano Doxiadis, o viaduto elevado sobre a Avenida Paulo de Frontin começou a sair do papel em 1969, quando teve suas obras contratadas pelo DER-GB, apesar do protesto dos moradores da avenida.
As obras foram iniciadas em agosto de 1969, na gestão de Negrão de Lima, prevendo-se uma extensão inicial de 1 230 m, custo de 14 milhões de cruzeiros e conclusão para abril de 1971.
Em outubro daquele ano, o governo da Guanabara decidiu antecipar a conclusão da obra para março de 1970, através de um intenso ritmo de obras, tocadas 24 horas por meio de vários turnos de trabalho. Apesar da expectativa, o DER admitiu em janeiro de 1970 que as obras seriam entregues em meados de 1971. As obras do elevado utilizaram a técnica de pré-moldagem de suas vigas, até então inédita no Rio de Janeiro, com uma nova promessa de abrir a via elevada em dezembro de 1970.
Durante todo o ano de 1970 o governo da Guanabara tocou a obra de forma intensa. Em maio, os seis primeiros vãos (dos cinquenta e oito previstos) e a viga central eram concretados através da técnica de jateamento. Em julho, mais de 70% dos trabalhos de concretagem das colunas de sustentação haviam sido concluídos, com o DER prevendo novamente a entrega do elevado para dezembro de 1970. A instalação das lajes do tabuleiro pré-moldadas começou a ser testada em outubro. Cada laje possuía 5 m de largura, 6 m de comprimento e 25 toneladas de peso. As lajes foram içadas por meio de pontes corrediças e instaladas sobre as vigas do elevado. Para prendê-las umas as outras, foram utilizados cabos de aço tensionados para suportar 60 toneladas que atravessavam partes ocas das lajes. A expectativa do governo da Guanabara era a de que a velocidade ideal de instalação era de 16 lajes instaladas por dia (equivalente a 36 metros de pista) e que todas as 986 lajes previstas seriam concluídas em sessenta dias. Essa forma de construção pré-moldada foi escolhida para não causar interdições na Avenida Paulo de Frontin.
Apesar disso, as desapropriações para a construção das rampas de acesso ao elevado atrasaram a conclusão da obra. Uma delas foi a de um prédio do Instituto Nacional de Previdência Social (INPS), onde o governo da Guanabara e o Ministério do Trabalho não acertaram o valor de indenização, suscitando um apelo do governador Negrão ao ministro Júlio Barata para a resolução do problema. Após testes bem sucedidos, as primeiras lajes foram lançadas em novembro e a expectativa era que todas fossem instaladas em janeiro, permitindo a inauguração do elevado para março de 1971 (três meses acima do prazo estimado pelo governo da Guanabara). O governador Negrão anunciou em dezembro que a inauguração do elevado se daria no dia 26 de fevereiro de 1971. Apesar da expectativa, os trabalhos se atrasaram e Negrão prometeu a conclusão das obras para abril de 1971, já no governo do seu sucessor Chagas Freitas. Em janeiro de 1971 ocorrem novos atrasos: apenas 60 pré-moldados foram instalados em menos de três meses e o DER admitiu que as obras ficariam prontas apenas em junho daquele ano.
Ao final de sua gestão Negrão de Lima deixou uma dívida de 380 milhões de cruzeiros e várias obras em andamento, incluindo a do elevado. A gestão Chagas Freitas, iniciada em 15 de março de 1971, suspendeu inicialmente várias obras (incluindo a do elevado) por conta do estado delicado das finanças da Guanabara. As obras só foram retomadas em maio, com a conclusão da demolição do prédio do INPS que atrasou as obras do elevado em seis meses. O atraso nas obras causou uma desvalorização dos imóveis em sua área lindeira ao ponto do governo da Guanabara não ter cobrado dos moradores a taxa de contribuição de melhoria. A nova gestão do DER anunciou a conclusão das obras para outubro de 1971, porém nem os operários que ali trabalhavam acreditavam no cumprimento do prazo. Até aquele momento, 50% de toda a obra encontrava-se concluída. Em outubro o DER anunciou novo atraso nas obras, prometendo a inauguração do elevado para fevereiro de 1972.

### Acidente

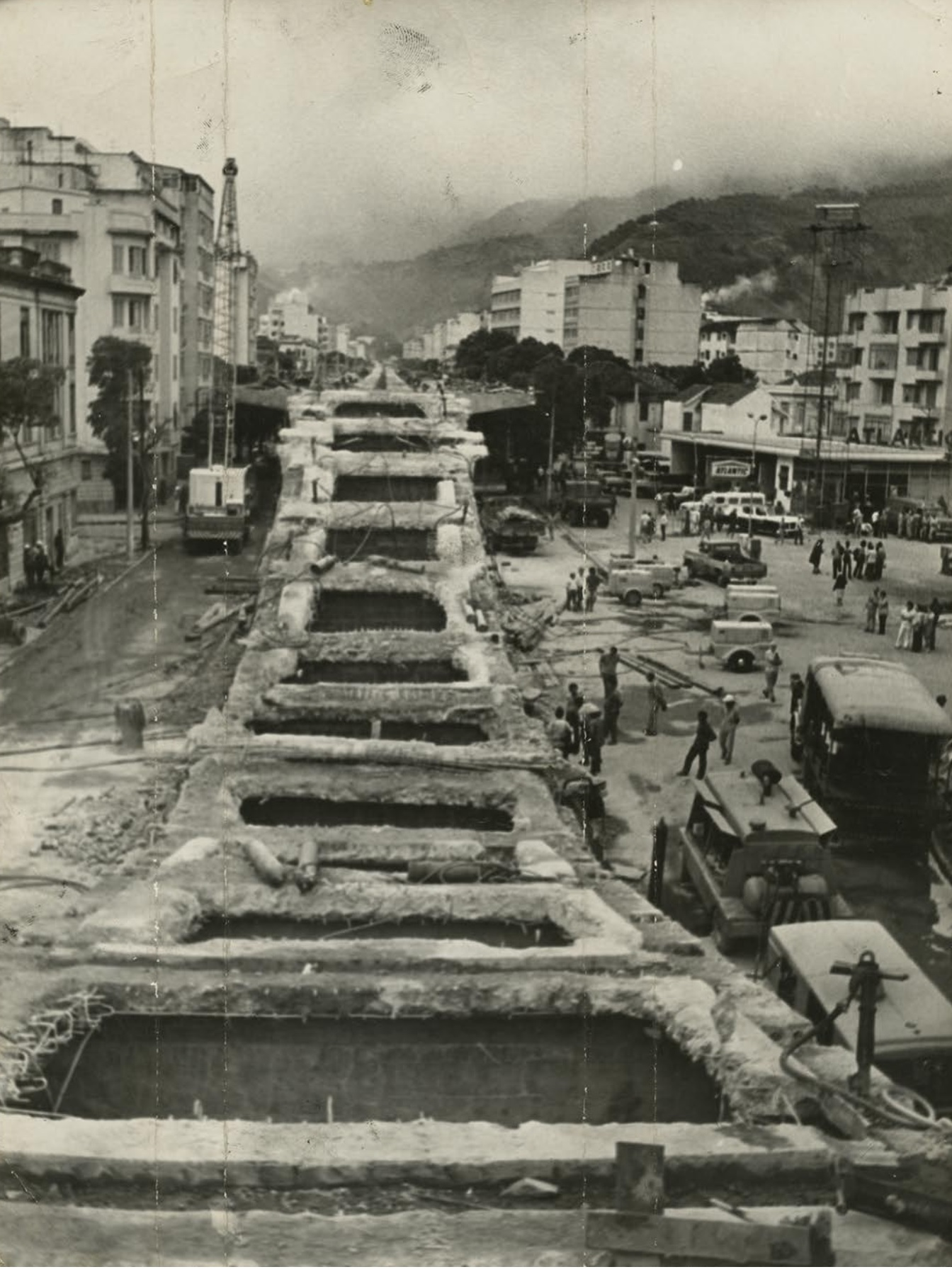
Local do desabamento poucos dias após o acidente

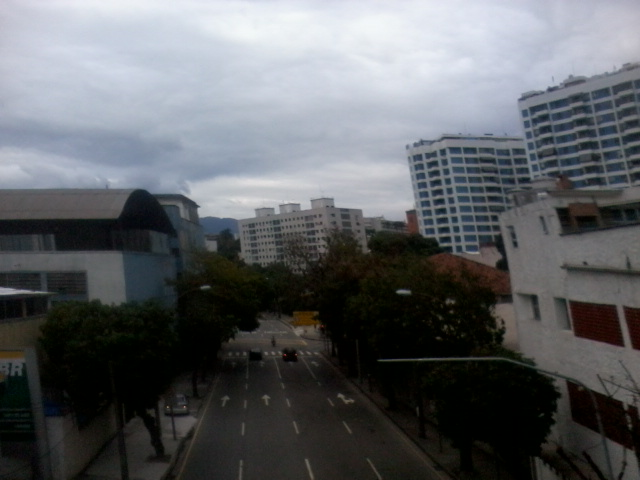
O elevado passando em cima da Rua João Paulo I, próxima do local do acidente

No dia 20 de novembro de 1971, por volta das 11h00, um caminhão betoneira Scania-Vabis do DER a serviço da Sobrenco (empresa responsável pela obra do elevado) percorria o elevado ainda em obras com uma carga estimada em oito toneladas de concreto para ser aplicado em um ponto da obra. Às 11h50, na altura do cruzamento da Avenida Paulo de Frontin com a rua Haddock Lobo, um lance de 120 metros de tabuleiro cedeu com o peso do caminhão e caiu sobre a Avenida Paulo de Frontin. A queda de parte do tabuleiro esmagou dezenas de veículos, incluindo um ônibus. Vários acabaram explodindo com o impacto, carbonizando corpos. As primeiras equipes de resgate que chegaram ao local se viram impotentes diante da falta de equipamentos para içar as lajes de centenas de toneladas. Um cordão policial isolou a área, impedindo que populares tentassem se aproximar. Para amenizar os ânimos, foi montado um posto de triagem para doação de sangue aos feridos, transportados para o Hospital Souza Aguiar. Ao mesmo tempo, todos os guindastes e equipamentos de içamento disponíveis na cidade do Rio de Janeiro foram requisitados pelas autoridades para auxiliar no resgate dos feridos. O recém nomeado arcebispo metropolitano do Rio de Janeiro, Dom Eugênio Sales, acorreu ao local da tragédia e concedeu a extrema unção aos mortos.
Os primeiros guindastes que chegaram ao local do acidente, às 15h50, foram os das empreiteiras das obras do metrô, escoltados pelas autoridades. Haviam se passado quatro horas desde o desabamento. Até as 17 horas novos guindastes, macacos hidráulicos, caminhões, geradores, holofotes e operários vindos das obras da ponte Ponte Rio–Niterói e do Arsenal de Marinha juntaram-se às equipes de resgate.  Os trabalhos de resgate prolongaram-se pelos próximos três dias. Ao final dos trabalhos foram retirados 48 corpos dos escombros e dezenas de feridos, alguns em estado grave. A cobertura jornalística do acidente foi um dos primeiros trabalhos da repórter Glória Maria para a TV Globo. Apesar da censura, o desabamento do elevado foi amplamente coberto pela mídia.
Após o acidente, o secretário de obras da Guanabara sugeriu ao governador Chagas Freitas que a comissão de investigação das causas do desabamento contasse com membros do governo federal. Ao mesmo tempo, as autoridades inicialmente culparam a empresa Sobrenco pelo acidente.
Durante os trabalhos de remoção dos escombros e resgate dos corpos, dezenas de moradores dos imóveis da Av. Paulo de Frontin deixaram suas casas por não suportarem o mau cheiro e o barulho das operações. Ao mesmo tempo, vários especialistas contestaram o método de construção do elevado, desenvolvido pela empresa e até então nunca testado. Foram feitos questionamentos sobre os cálculos estruturais da obra, sobre a qualidade do material, entre outros. Inicialmente em silêncio após o acidente (com seu proprietário Sérgio Marques não sendo encontrado pela imprensa e autoridades), a Sobrenco se manifestou apenas em nota à imprensa em 23 de novembro de 1971, defendendo o projeto e seu método de construção e aguardando as conclusões da comissão de investigação. Naquele mesmo dia, o governador Chagas Freitas ordenou uma grande vistoria em todo o elevado e o escoramento de toda a sua estrutura por precaução, através do método de fogueira de dormentes. O fechamento da Avenida Paulo de Frontin acabou gerando um dos maiores congestionamentos da história da cidade do Rio de Janeiro.
A comissão de investigação do acidente foi formada com membros de vários órgãos como o DNER, DER-GB, Instituto Militar de Engenharia, entre outros e seus trabalhos foram iniciados através da análise do projeto e seu memorial de cálculo. As análises preliminares do projeto, feitas cinco dias após o acidente, não encontraram problemas no projeto ou no seu memorial de cálculo.
Poucos dias depois do início dos trabalhos, a comissão recebeu a informação extraoficial de que receberiam mais membros. Isso provocou uma pequena crise, com ameaça de demissão dos membros atuais e acusações de interferência política (dado que a Sobrenco era também uma empresa participante das obras da Ponte Rio-Niterói)
Após a confirmação da criação da segunda comissão de investigação, o DER-GB resolveu criar uma terceira composta por três membros: um do departamento, um da Sobrenco e outro da justiça estadual.
Com três comissões de investigação, as primeiras decisões práticas sobre o local do acidente atrasaram por mais de um mês quando foi decidido demolir uma pequena parte do elevado na região do acidente.
Ao mesmo tempo, trechos de informações vazadas por membros das três comissões à imprensa alimentavam especulações sobre as causas. Em O Jornal, a versão era que um erro de cálculo havia sido a causa do desabamento, um outro trecho do elevado estaria correndo risco de queda e, diante disso, o governo da Guanabara estaria estudando a demolição completa do elevado.
Em 10 de janeiro de 1972 foi entregue o laudo realizado pelas comissões de investigação ao governador Freitas. No dia seguinte foi divulgada a causa principal do acidente: uma ruptura por flexão causada pela abertura de janelas de inspeção não previstas em projeto.

### Retomada das obras

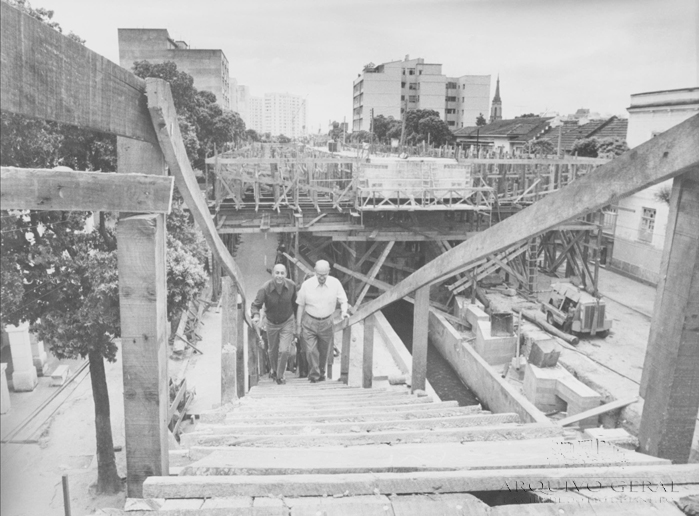
O governador Chagas Freitas e o secretário de obras Emílio Ibrahim vistoriam as obras do elevado, 1974

Em janeiro de 1972, quase três meses após o acidente, o governo da Guanabara substituiu o secretário de obras Carlos Cesar Lacerda por Emílio Ibrahim e admitiu pela primeira vez a decisão de retomada das obras do elevado, contrariando as especulações de que a obra seria completamente demolida.
A decisão de retomada das obras foi seguida da declaração de inidoneidade da Sobrenco.
O governo da Guanabara decidiu contratar um consórcio de empresas para elaborar projetos e retomar as obras, formado pelas empresas Ecel e Secisa (brasileiras) e Europe-Etudees/STUP-Freyssinet (francesas). Em setembro de 1972 a STUP iniciou os trabalhos de retomada da obra, com a remoção dos pré-moldados e limpeza de canteiros.
O trecho desmoronado foi reconstruído ao mesmo tempo em que se realizou o reforço estrutural de todo o viaduto. Diferentemente da concepção inicial, toda a Avenida Paulo de Frontin foi interditada para a instalação de andaimes e escoras para sustentar o elevado durante a fase de cura da concretagem.
Foi inaugurado somente em 28 de dezembro de 1974. Aproveitando estas intervenções, o governo do antigo Estado da Guanabara decidiu estendê-lo por quase dois mil metros, até a altura do Campo de São Cristóvão, onde hoje ele se encontra com a Linha Vermelha.

## Características
O elevado liga o Túnel Rebouças à Linha Vermelha, com saídas em direção à Ponte Rio-Niterói e à Avenida Brasil. Em um grande trecho, ele acompanha todo o traçado da Avenida Paulo de Frontin, no bairro do Rio Comprido. A construção desse viaduto foi um dos principais fatores que causaram a desvalorização do bairro do Rio Comprido.[carece de fontes?]
O viaduto foi batizado em homenagem a Eugène Freyssinet, engenheiro e arquiteto francês, considerado "o pai do concreto protendido".